# Cal Roda
|  | Per a altres significats, vegeu «Cal Roda (Ripollet)». |

Cal Roda és un edifici al municipi de Sant Joan Despí (Baix Llobregat) catalogat a l'Inventari del Patrimoni Arquitectònic de Catalunya. El present edifici, compost de planta baixa (1889) i pis (1908), és la continuació d'un seguit de cases, també edificades l'any 1889. Aquest s'allarga pels darreres a través d'una galeria amb arcades -que han estat tapades- i un petit pati, precedit d'un portal que dona accés a l'habitatge, ja que la part principal és destinada a botiga i els baixos a forn de pa. Hom suposa que anteriorment a l'edificació de 1889 hi va existir una altra edificació anterior més antiga. Està ubicada en el camí de circulació cap a la capella de Bon Viatge i cap a l'església parroquial que obren el carrer de Catalunya, antigament camí de Santa Oliva. I per tant podria formar part del nucli més antic de la població.